# Famille de Cointet
La famille de Cointet, anciennement Cointet, est une famille française qui a été confirmée dans un titre de baron en 1866.
Cette famille compte parmi ses membres des officiers supérieurs et généraux, des artistes.

## Histoire
Gustave Chaix d'Est-Ange écrit que la famille de Cointet est originaire de Franche-Comté puis s'est installée en Alsace.
Gustave Chaix d'Est-Ange écrit : « D'après une tradition, la famille de Cointet serait originaire du Nivernais où elle aurait possédé de temps immémorial une terre de Chateauvert ». Il rapporte que Labbey de Billy fait débuter la filiation de cette famille avec Jean de Cointet, écuyer, seigneur de Chateauvert, en Nivernais, qui serait venu s'installer en 1361 en Franche-Comté. Il rapporte également que d'autres personnages de ce patronyme ont été mentionnés par Droz et par M. de Lurion. Parmi ceux-ci, Droz écrit que noble Jean Coinctet, écuyer, aurait été anobli par lettres patentes de l'empereur Charles Quint mais qu'il aurait négligé de faire enregistrer ces lettres, quant à M. de Lurion il écrit que Louis Cointet créé chevalier en 1626 serait l'aïeul de la famille actuelle. Gustave Chaix d'Est-Ange écrit au conditionnel et il ne mentionne ni qualifications ni preuves de noblesse dans la généalogie qu'il écrit sur cette famille.
Gustave Chaix d'Est-Ange fait débuter la filiation vers 1680 date à laquelle Charles (alias Ferdinand) Cointet s'installe en Alsace à la suite de son mariage. Il écrit que Lehr fait débuter la filiation trois générations avant ce personnage mais qu'il ne donne ni preuve ni même aucune date.
Régis Valette, quant à lui, n'indique que le titre de baron en 1866 sous le Second Empire.

## Généalogie simplifiée
La généalogie présentée ci-dessous est issue des travaux de Gustave Chaix d'Est-Ange et l'Armorial de Franche-Comté :
- Charles (alias Ferdinand) Cointet épouse vers 1680 Élisabeth Kempff, fille de Jean-Georges Kempff d'Angreth et d'Anastasie de Ruost.
  - Charles Ferdinand-Emmanuel de Cointet, lieutenant-colonel au régiment de Rosen-cavalerie, chevalier de Saint-Louis. Il est investi en 1735 de la prêture royale héréditaire d'Ensisheim[3]. Il épouse Marie-Anne de Baratin de Peschery[4].
    - Charles Henri François de Cointet (1720-1793), lieutenant-colonel, mestre de camp au régiment de Wurtemberg-cavalerie, chevalier de Saint-Louis. Il est connu le premier sous le titre de baron[3] et assiste en 1789 aux assemblées de la noblesse de Colmar. Le 26 janvier 1756 à Puellemontier, il épouse Anne Louise Françoise de Beurville[4].
      - Eugène de Cointet (1757-1832), dit « le baron de Cointet de Fillain » (Il est le premier connu sous le titre de baron selon Henri Jougla de Morenas)[5], officier, chef d'état-major du général d'Harambure, maire d'Ensisheim. Le 5 septembre 1787 à Meudon, il épouse Louise Charlotte Mailfaire.
        - Charles Émile Augustin de Cointet de Fillain (1792-1843), dit « le baron de Cointet », ancien élève de l'École spéciale militaire de Saint-Cyr (promotion « 1812 »), chef d'escadron d'artillerie, commandant la place de Sedan, chevalier de la Légion d'honneur. Le 16 décembre 1822 à Auxonne, il épouse Virginie Marcherat.
          - Édouard-Henri de Cointet (1830-1917), ancien élève de l'École spéciale militaire de Saint-Cyr (promotion « de Hongrie » 1848-1850), confirmé le 21 juillet 1866 par décret impérial dans la possession héréditaire du titre de baron, général de division en 1890, commandeur de la Légion d'honneur. Le 8 février 1866 à Dijon, il épouse Renée Mairet.
            - Émile Edmond de Cointet de Fillain (1868-1900), , ancien élève de l'École spéciale militaire de Saint-Cyr (promotion « de Châlons » 1886-1888), capitaine de cavalerie, mort en mission au Tchad en 1900, chevalier de la Légion d'honneur.
            - Léon Edmond de Cointet de Fillain (1870-1948), ancien élève de l'École polytechnique (1891), général de division, inventeur d'une barrière anti-char et anti-infanterie surnommée Barrière Cointet, commandeur de la Légion d'honneur (1931). Le 11 octobre 1898 à Pissotte, il épouse Marie Eugénie Valentine Demaont de Lavalette.
              - René de Cointet de Fillain (1899-1987), ancien élève de l'École polytechnique (1920), général de brigade, commandeur de la Légion d'honneur. Le 23 août 1927 à Amance, il épouse Louise Séguineau de Préval (1904-1999).
                - Guy de Cointet (1934-1983), artiste émigré aux États-Unis et reconnu sur la scène californienne à partir des années 1970. Il a notamment produit de nombreux dessins, des performances et publié des livres d'artiste. L'ensemble de son œuvre est marquée par une affection pour la cryptographie et imprégnée de références littéraires variées.

## Alliances
Les principales alliances de la famille de Cointet sont : Kempff (vers 1680), d'Andlau, de Baratin de Peschery, de Beurville (1756), Malfaire (1786), Marcherat (1822), de Chaffoy-Mugnans, Bourgeois de La Tour de Saint-Quentin, de Saint-Mauris-Chastenois, de Schauenbourg, de Flachslanden, de Gail, de Watrigant (1823 et 1825), Mairet (1866), Demont de Lavalette (1898), Gourlez de La Motte.

## Armes, titre
Les armoiries de la famille de Cointet sont : De sable au sautoir d'argent, au chef d'or.
Cimier : un vol éployé de sable issant d'un bourrelet bandé de sable et d'argent.
Angélique de Cointet, née d'Andlau, dame de Morvillars, avait fait enregistrer ses armes dans l'Armorial général de 1696 (registre de Brisach) : De gueules à une cotice d'or accompagnée de deux moutons rampants d'argent, parti de sable à un sautoir d'argent, à un chef d'or.
Titre : baron (titre régulier depuis 1866)

## Pour approfondir